# Isoluoto, Påmark
Isoluoto är en ö i Finland. Den ligger i sjön Valkjärvi och i kommunen Påmark i den ekonomiska regionen  Björneborgs ekonomiska region  och landskapet Satakunta, i den sydvästra delen av landet, 230 km nordväst om huvudstaden Helsingfors. Öns area är 4,2 hektar och dess största längd är 500 meter i sydöst-nordvästlig riktning.